# 香港駐新加坡經濟貿易辦事處
香港駐新加坡經濟貿易辦事處（英語：Hong Kong Economic and Trade Office (Singapore)），簡稱香港駐新加坡經貿辦、駐新加坡經貿辦或駐新加坡辦，是香港特別行政區政府駐新加坡的官方機構，辦公地點位於新加坡市中心新達城，是港府在东南亚設立的第一個辦事處。在1995年開幕時，駐新加坡經貿辦處理香港與东南亚国家联盟的關係，隨著駐雅加達經貿辦及駐曼谷經貿辦成立，管轄的東南亞國家已縮減至新加坡、老撾及越南，但兼管印度。

## 歷史
在1990年，香港立法局會議上有議員提出要求香港政府在新加坡開設經濟貿易辦事處，以開發東南亞的潛在商貿機會，而財政司翟克誠透露港府注意到东南亚国家联盟的龐大市場，已在考慮設立駐新加坡經貿辦，吸引外商投資香港並維持香港的商貿及國際地位。最終，駐新加坡經貿辦在1995年8月投入運作，負責香港與东盟十國的經貿關係。
直到2010年代，东盟經濟起飛，取代日本及美國成為香港的第二大商品貿易伙伴。與此同時，駐新加坡經貿辦的工作日益繁重，港府逐於2016年中在雅加達設立駐雅加達經貿辦，而駐新加坡經貿辦亦將部分工作轉移至駐雅加達經貿辦。及後，港府為了加強對東南亞國家的聯繫及開發南亚國家的潛在商貿機會，在2019年2月在曼谷設立駐曼谷經貿辦，並再將駐新加坡經貿辦部分工作轉移至駐曼谷經貿辦。不過，駐新加坡經貿辦同時被安排在孟買設立駐孟買經貿辦前兼管印度。

## 職能

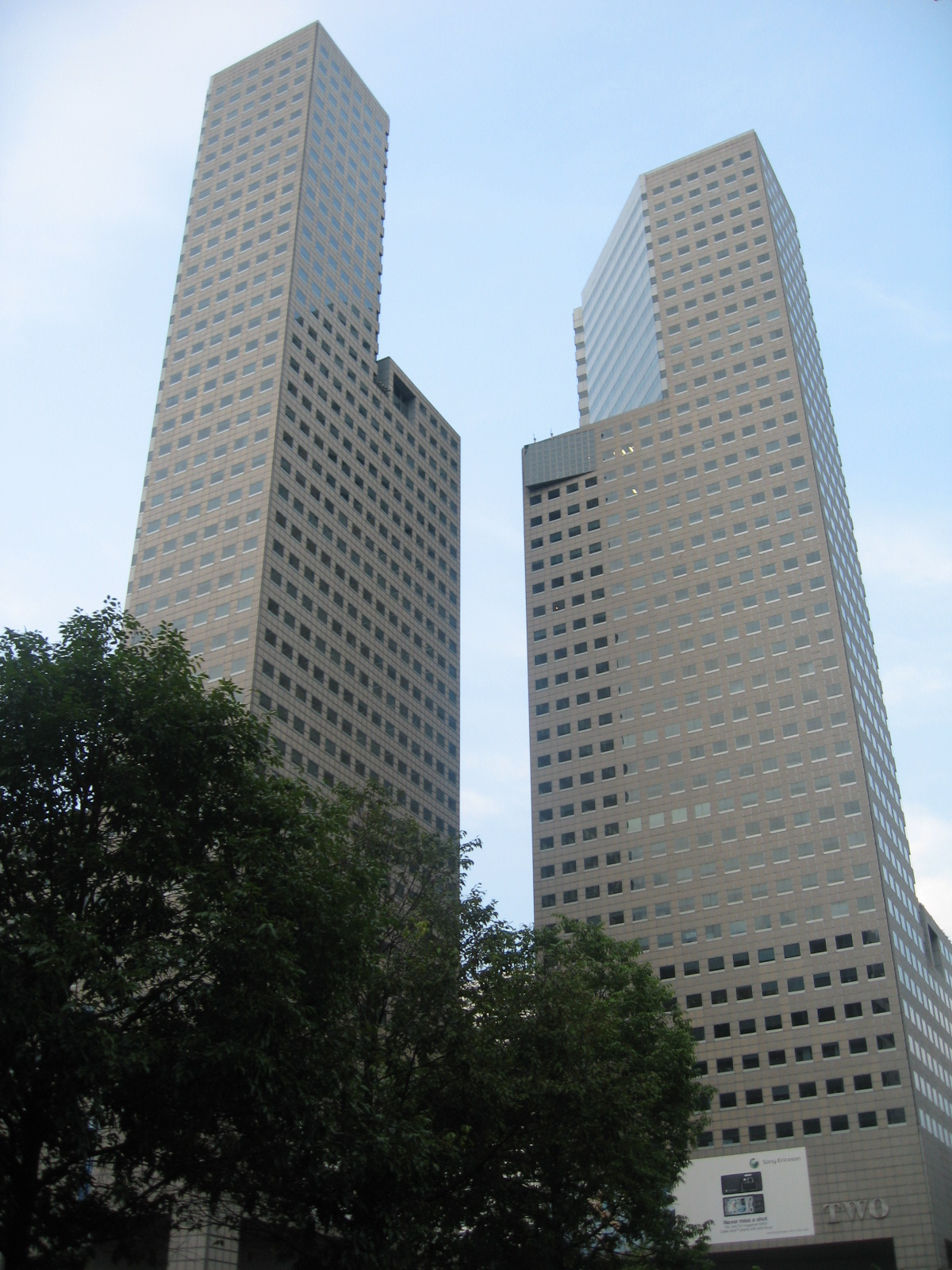
香港駐新加坡經濟貿易辦事處位於新達城辦公大樓2座（圖右建築物）

香港駐新加坡經貿辦於1995年8月設立，是香港特別行政區政府設在新加坡的官方代表機構，處理香港與新加坡、老撾、越南及印度的關係。雖然它是港府在东南亚設立的第一個辦事處，但現時香港對东南亚国家联盟的政策方針由駐雅加達經貿辦統籌及監督。駐新加坡經貿辦的主要職責是致力與四個管轄國家的各級政府機關及其他機構加強聯繫，以促進香港與當地的雙邊經濟及貿易關係。同時，經貿辦亦處理香港與管轄國家在社會及文化等方面的雙邊事務，並在每年都積極舉辦及參與推廣香港的活動。

## 處長列表
香港駐新加坡經貿辦在1995年8月成立時首任處長為曹萬泰，現任處長為2022年11月7日上任的馮浩然。
1. 曹萬泰（任期：1995年8月18日至1998年8月5日）[2][7][9]
2. 張雲正（任期：1998年8月6日至2001年10月7日）[9][10]
3. 鄭偉源（任期：2001年10月8日至2004年12月）[9][10][11]
4. 林錦光（任期：2005年1月20日至2008年6月16日）[11][12]
5. 周舜宜（任期：2008年6月17日至2011年7月17日）[12][13]
6. 方毅（任期：2011年7月18日至2015年8月23日）[13][14]
7. 陸嘉健（任期：2015年8月24日至2019年3月10日）[14][15]
8. 黃俊濤（任期：2019年11月25日至2022年11月6日）[16]
9. 馮浩然（任期：2022年11月7日至今）[8]

## 外部連結
- 香港駐新加坡經濟貿易辦事處 （页面存档备份，存于）
- 香港境外辦事處 （页面存档备份，存于）
- 香港駐新加坡經濟貿易辦事處的Facebook專頁
- 香港駐新加坡經濟貿易辦事處的Instagram帳戶